# Стивенсон, Клем
Кле́мент Сти́венсон (англ. Clement Stephenson; 6 февраля 1890 — 24 октября 1961), более известный как Клем Стивенсон (англ. Clem Stephenson) — английский футболист и футбольный тренер. В 1920-е годы был капитаном легендарного состава «Хаддерсфилд Таун», который трижды подряд становился чемпионом Англии. Впоследствии был главным тренером йоркширского клуба.
В 2010 году был включён в Зал славы английского футбола.

## Клубная карьера
Уроженец Ситон Делавала, Нортамберленд, Стивенсон начинал футбольную карьеру в клубах «Бедлингтон», «Нью-Делавал Вилла» и «Уэст-Стэнли». Впоследствии играл за клубы «Блайт Спартанс» и «Дарем Сити»
В марте 1910 года перешёл в бирмингемский клуб «Астон Вилла» за 175 фунтов стерлингов. С мая 1910 по февраль 1911 года выступал за «Стаурбридж» на правах аренды. Вернувшись в «Виллу», дебютировал в её основном составе 25 февраля 1911 года, отличившись забитым мячом в матче против «Тоттенхэм Хотспур». К сезону 1912/13 стал одним из ключевых игроков бирмингемской команды и помог «Вилле» выиграть Кубок Англии, обыграв «Сандерленд», чемпиона страны, в финальном матче 1913 года. К моменту прекращения всех официальных турниров в Англии после завершения сезона 1914/15 25-летний Стивенсон уже провёл за «Астон Виллу» 145 матчей и забил 55 мячей.
Во время Первой мировой войны Стивенсон работал на заводе по производству снарядов, затем служил во флоте сначала младшим, а затем старшим матросом; работал инструктором по физической подготовке. Также в военное время играл в качестве гостя за «Хартлпулз Юнайтед», «Лидс Сити» и «Саут Шилдс». После возобновления официальных футбольных турниров в Англии вернулся в «Астон Виллу», в составе которой выиграл свой второй Кубок Англии, обыграв в финале 1920 года «Хаддерсфилд Таун».
«Хаддерсфилд Таун» в августе 1920 года возглавил Герберт Чепмен, ранее бывший главным тренером «Лидс Сити», в котором в военное время играл Стивенсон. Чепмен поставил задачу осуществить трансфер талантливого английского нападающего. 15 марта 1921 года Стивенсон перешёл в «Хаддерсфилд Таун» за 3000 фунтов стерлингов. К тому моменту он провёл за «Астон Виллу» 217 матчей и забил 96 мячей.
В составе «Хаддерсфилда» Стивенсон выиграл свой третий Кубок Англии, когда в финале 1922 года был обыгран «Престон Норт Энд». Он стал первым игроком в XX веке, выигравшим три Кубка Англии. Вскоре он был назначен капитаном команды вместо Томми Уилсона. Стал одним из ключевых игроков «Хаддерсфилд Таун», выигравшего три чемпионских титула подряд в сезонах 1923/24, 1924/25 и 1925/26. Герберт Чепмен писал о Стивенсоне: «Я хочу лично поблагодарить тебя за твою игру, за твои беззаветные усилия на футбольном поле и вне его. Я никогда не испытывал такой уверенности в капитане команды, которую я тренировал». Стивенсон считался «коренастым тактиком без достаточной скорости, но с отличным пасом», создавая голевые моменты для таких игроков как Джордж Браун и Алекс Джексон. После ухода Чепмена в «Арсенал» «Хаддерсфилд» выиграл ещё один чемпионский титул, а затем занимал вторые  места в 1927 и 1928 году. В 1928 году команда испытала «двойной ужас», проиграв «Блэкберну» в финале Кубка Англии и уступив чемпионский титул «Эвертону», набравшему на 2 очка больше. В следующем сезоне «терьеры» проиграли в полуфинале Кубка Англии «Болтону», а Стивенсон провёл свой последний матч за клуб в качестве игрока. В мае 1929 года Клем Стивенсон стал новым главным тренером клуба «Хаддерсфилд Таун».

## Карьера в сборной
Несмотря на успехи на клубном уровне, в сборной Англии Стивенсон сыграл только один матч. Это произошло 3 марта 1924 года на стадионе «Ивуд Парк» в Блэкберне, когда Англия проиграла Уэльсу со счётом 1:2.

## Достижения

### В качестве игрока
Астон Вилла
- Второе место в Первом дивизионе: 1910/11, 1912/13, 1913/14
- Обладатель Кубка Англии: 1913, 1920

Хаддерсфилд Таун
- Чемпион Первого дивизиона: 1923/24, 1924/25, 1925/26
- Второе место в Первом дивизионе: 1926/27, 1927/28
- Обладатель Кубка Англии: 1922
- Финалист Кубка Англии: 1928
- Обладатель Суперкубка Англии: 1922

### В качестве тренера
Хаддерсфилд Таун
- Второе место в Первом дивизионе: 1933/34
- Финалист Кубка Англии: 1930, 1938

## Статистика выступлений
| Клуб             | Сезон            | Лига | Лига | Кубок | Кубок | Итого | Итого |
| Клуб             | Сезон            | Игры | Голы | Игры  | Голы  | Игры  | Голы  |
| ---------------- | ---------------- | ---- | ---- | ----- | ----- | ----- | ----- |
| Астон Вилла      | 1910/11          | 5    | 3    | 0     | 0     | 5     | 3     |
| Астон Вилла      | 1911/12          | 20   | 10   | 0     | 0     | 20    | 10    |
| Астон Вилла      | 1912/13          | 34   | 14   | 6     | 5     | 40    | 19    |
| Астон Вилла      | 1913/14          | 36   | 12   | 5     | 2     | 41    | 14    |
| Астон Вилла      | 1914/15          | 37   | 10   | 2     | 1     | 39    | 12    |
| Астон Вилла      | 1919/20          | 39   | 27   | 6     | 2     | 45    | 29    |
| Астон Вилла      | 1920/21          | 21   | 8    | 5     | 1     | 26    | 9     |
| Астон Вилла      | Итого            | 192  | 85   | 24    | 11    | 216   | 96    |
| Хаддерсфилд Таун | 1920/21          | 9    | 1    | —     | —     | 9     | 1     |
| Хаддерсфилд Таун | 1921/22          | 39   | 9    | 9     | 6     | 48    | 15    |
| Хаддерсфилд Таун | 1922/23          | 27   | 1    | 3     | 1     | 30    | 2     |
| Хаддерсфилд Таун | 1923/24          | 40   | 11   | 3     | 1     | 43    | 12    |
| Хаддерсфилд Таун | 1924/25          | 29   | 5    | 1     | 0     | 30    | 5     |
| Хаддерсфилд Таун | 1925/26          | 36   | 4    | 2     | 0     | 38    | 4     |
| Хаддерсфилд Таун | 1926/27          | 25   | 5    | 1     | 0     | 26    | 5     |
| Хаддерсфилд Таун | 1927/28          | 31   | 2    | 8     | 0     | 39    | 2     |
| Хаддерсфилд Таун | 1928/29          | 12   | 4    | 0     | 0     | 12    | 4     |
| Хаддерсфилд Таун | Итого            | 248  | 42   | 27    | 8     | 275   | 50    |
| Всего за карьеру | Всего за карьеру | 440  | 127  | 51    | 19    | 490   | 146   |

## Тренерская карьера
Возглавив «Хаддерсфилд Таун» 27 мая 1929 года, Стивенсон был его главным тренером до мая 1942 года. Он руководил командой на протяжении 13 лет (клубный рекорд). Под его руководством команда не выигрывала трофеев, хотя занимала второе место в Первом дивизионе в сезоне 1933/34 и доходила до финалов Кубка Англии в 1930 и 1938 году. В декабре 1930 года «Хаддерсфилд Таун» одержал рекордную победу со счётом 10:1 над «Блэкпулом».